# Злоты-Сток
Злоты-Сток (пол. Złoty Stok), Райхенштайн (нем. Reichenstein — богатый камень) — город в Польше, входит в Нижнесилезское воеводство, Зомбковицкий повят. Имеет статус городско-сельской гмины. Занимает площадь 7,73 км². Население 2 923 человек (на 2013 год).

## История

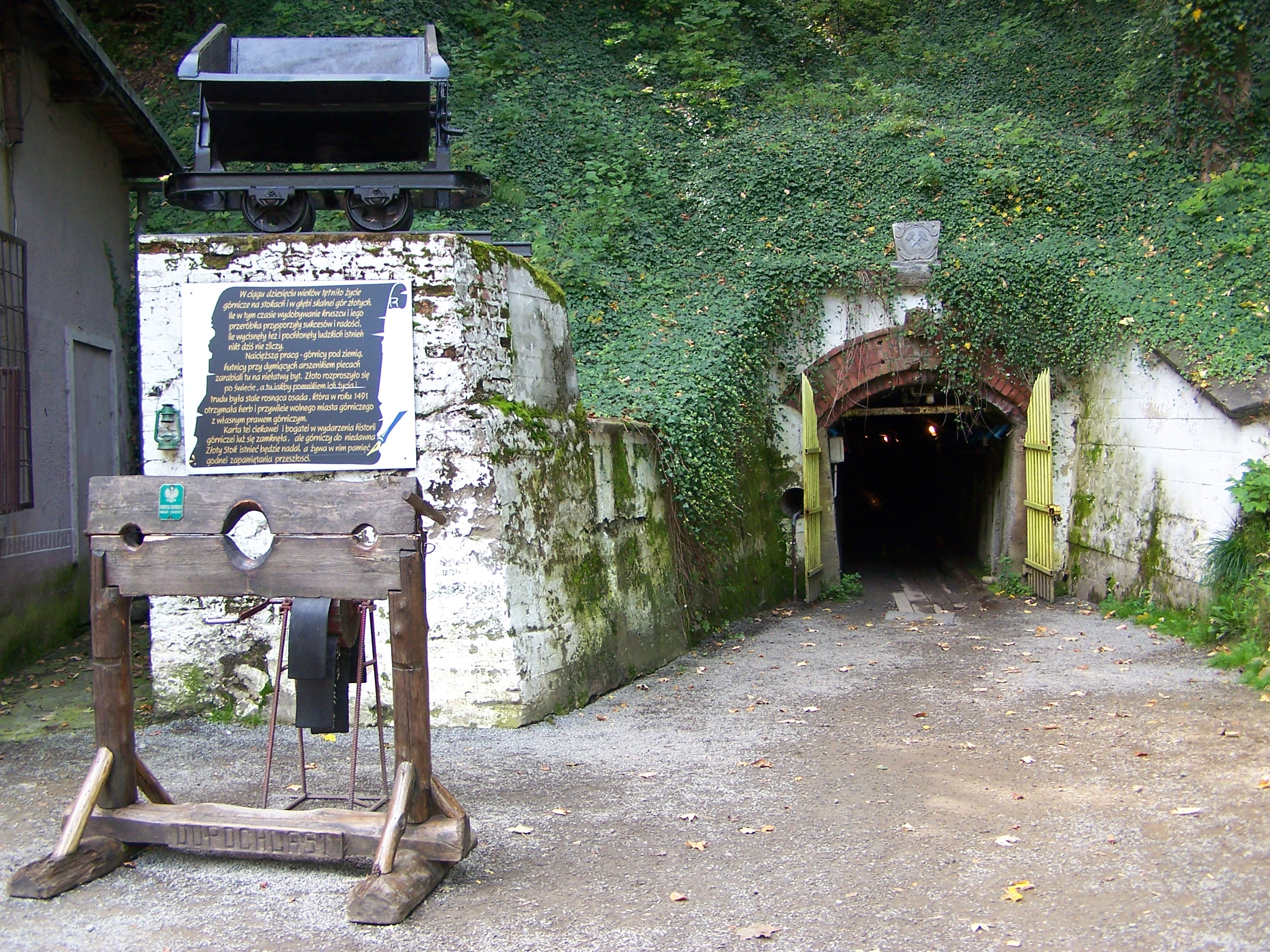
Золотодобывающая шахта в Злоты-Сток

В 1249 году цистерцианцы поселились в Камень-Зомбковицком монастыре вблизи будущего Злоты-Стока и начали поиски местных руд. Уже в 1273 году они получили от Вроцлавского и Краковского князя Генриха Пробуса горную привилегию на разведку и разработку полезных ископаемых.
С XIV века начинаются периоды стремительных взлетов и падений местной золотодобычи, что связано с различным содержанием золота в рудных породах (богатые содержали около 14 г/т). Хотя ежегодная средняя добыча золота за XIV—XVI века составляла около 140 кг (примерно 10 % от общеевропейской), были отдельные периоды, когда здесь добывали в несколько раз больше, что прославило эти рудники по всей Европе. Агрикола писал в середине XVI века: «Золото находят в нескольких местностях … Однако больше других процветает золотой рудник в Райхенштайн». В городе чеканились золотые монеты номиналом 10 дукатов, которые имели широкий международный оборот. В 1483 году злотых Злоты-Стоку предоставлен статус горного города, а рудокопам пожалованы кутногорские горные права.
За годы эксплуатации месторождения было добыто 16 т золота и около 125 т мышьяка. Общая протяженность горных выработок, разместившихся на 21 горизонте, составляет около 200 км (без учета стволов и шурфов). На руднике сохранилось значительное количество оригинальных горных выработок, что позволило создать здесь шахту-музей золота. Древнейшей выработкой подземной трассы является штольня «Княжая», сооружение которой было начато в 1501 году.